# Wojna Dwóch Piotrów
Wojna Dwóch Piotrów (hiszp.: La Guerra de los Dos Pedros, kataloński: Guerra dels dos Peres) – nazwa konfliktu toczonego w latach 1356–1375 pomiędzy królestwem Kastylii a królestwem Aragonii. Nazwa pochodzi od imion władców obydwu państw: Piotra I Okrutnego i Piotra IV Aragońskiego. Historyk Donald J. Kagay pisał o tym konflikcie: "zdobywane przez wieki doświadczenie w walkach granicznych zostało wykorzystane przez obydwie strony, co zaowocowało wojną podjazdową, w której sporne tereny przechodziły z rąk do rąk".

## Tło
W połowie XIV wieku Kastylia znalazła się na krawędzi wojny domowej, co spowodowane było faktem rywalizacji o schedę po Alfonsie XI między jego synami – pochodzącym z legalnego związku Piotrem I a bastardem Henrykiem Trastámara.

## Przyczyny wojny
Konflikt ten chciał wyzyskać dla swoich celów król Aragonii Piotr IV, dlatego udzielił poparcia uchodzącemu z Kastylii Henrykowi Trastámara. Bastard Alfonsa XI pozyskał dla swojej sprawy także francuskich najemników Bertranda du Guesclin. Jako że Piotr I korzystał z pomocy angielskich sił Czarnego Księcia, część historyków uważa wojnę Dwóch Piotrów i Kastylijską Wojnę Domową na półwyspie Iberyjskim za część wojny stuletniej.
Przyczyną wybuchu wojny była rywalizacja między Aragonią a Kastylią. Piotr I rościł sobie pretensje do Królestwa Walencji, obejmującego część Murcji, Elche i Alicante, chcąc w ten sposób wzmocnić swoją pozycję na Półwyspie Iberyjskim. Piotr IV natomiast chciał osłabić kastylijską dominację w basenie Morza Śródziemnego, która teraz, wobec sojuszu z Genuą, jeszcze się zwiększyła. Napięcie między Kastylią a Aragonią wzrosło po tym, jak flota katalońska dowodzona przez de Perellósa wspomogła okręty francuskie w walce z Anglikami zajmując także dwa statki genueńskie w okolicach Sanlúcar de Barrameda. Rozwścieczyło to Piotra I uważającego Genuę za sojusznika i wyruszył on na czele swoich sił aby zatrzymać flotę de Perellósa, której jednak udało się uciec.

## Wojna

### Okres między 1356 a 1363 rokiem
Większe akcje zbrojne rozpoczęły się w 1357 roku, kiedy to siły kastylijskie przekroczyły granice Aragonii i 9 marca zdobyły miasto Tarazona. Jednak już 8 maja zawarty został tymczasowy rozejm. Działania wojenne wznowiono w 1361 roku, kiedy to Kastylijczykom udało się zająć kilka fortów i miast, między innymi Verdejo, Torrijos i Alhama. Nie były to jednak trwałe zdobycze, gdyż 18 maja Bernardo de Cabrera, ambasador Piotra IV, zawarł z Kastylią pokój w Terrer (zwany też Pokojem z Deza), którego postanowienia nakazywały zwrot zajętych ziem ich poprzednim właścicielom. W czerwcu 1362 roku Piotr I spotkał się w Sorii z Karolem II z Nawarry, który obiecał mu swoje poparcie. Zawarł również porozumienia z królem Anglii Edwardem III i jego synem Czarnym Księciem.
Opierając się na tych układach Piotr I wypowiedział Aragonii wojnę i konflikt rozgorzał na nowo. Zaskoczony Piotr IV, przebywający wówczas w Perpignan, nie był w stanie zareagować. Kastylijczycy zajęli Arize, Atece, Terrer, Moros, Cetina i Alhama. Zatrzymali się na Calatayud, którego nie byli w stanie zdobyć mimo regularnego oblężenia i maszyn oblężniczych. Wobec oporu wojska Piotra I wycofały się do Sewilli.
W 1363 roku działania wojenne były kontynuowane, a Kastylijczycy ponownie zajęli Tarazona. Dodatkowo Piotr I otrzymał posiłki od Portugalii i Nawarry. Piotr IV natomiast związał się sojuszem z Francją i stronnikami Henryka II Trastámara. Nie przeszkodziło to Kastylii zająć Cariñena, Teruel, Segorbe, Murviedro, Almenara, Xiva i Bunyol. W konflikt wtrącił się papież, którego nuncjusz Jean de la Grange 2 lipca 1363 roku zaaranżował rozmowy pokojowe w Murviedro. Zostały one jednak zerwane, a walki trwały. Kastylijczycy wkroczyli na tereny królestwa Walencji i opanowali między innymi Alicante, Caudete, Elda i Gandia.

### Okres między 1363 a 1369 rokiem
Od 1365 roku ataki ze strony kastylijskiej straciły na sile, gdyż w kraju wybuchła wojna domowa między stronnikami Piotra I a zwolennikami Henryka Trastámara. Obydwie strony korzystały z pomocy obcych wojsk, co tylko pogłębiało chaos w Kastylii. Ostatecznie walki o tron po Alfonsie XI zakończyły się klęską Piotra I i po bitwie pod Montiel w 1369 roku został on zamordowany przez swojego przyrodniego brata.

### Walencja i Grenada
Emirat Grenady był sojusznikiem Piotra I i wspierał go w jego działaniach wojennych. Razem z wojskami kastylijskimi muzułmanie atakowali południową część Walencji, niszcząc i rabując te ziemie. Nie udało im się jednak opanować żadnych ważniejszych miast i zamków, czego przykładem było nieudane oblężenie Orihuela w 1364 roku.

### Koniec wojny
Wojna oficjalna zakończyła się pokojem w Almazán zawartym w 1375 roku. Konflikt nie zakończył się zdecydowanym zwycięstwem żadnej ze stron, Kastylia zachowywała wprawdzie część zdobytych terenów, takich jak na przykład Molina, ale były to nieznaczne nabytki. Traktat przewidywał też ślub między córką Piotra IV, Eleonorą a synem i następcą Henryka Trastámara Janem I.
Problemy ekonomiczne, które pojawiły się w wyniku wojny, oraz klęski żywiołowe, przyczyniły się do wybuchu epidemii dżumy, która problemy te jeszcze spotęgowała. Wojna miała fatalny wpływ zwłaszcza na sytuację gospodarczą w Aragonii. Uważa się jednak, że to ten konflikt umożliwił powstanie sił, które w przyszłym stuleciu zjednoczyły iberyjskie królestwa.